# Rob Peters (muzikant, 1987)
Rob Peters (Zwolle, 11 september 1987) is een Nederlandse muzikant, filmcomponist en muziekproducer. Samen met Dries Bijlsma vormde hij het producersduo Seven League Beats.

## Biografie
Rob studeerde van 2009 tot 2014 aan de Academie voor Popcultuur. Daar begon hij als muzikant in de drum'n'bass, maar ontwikkelde hij zich al vlug tot allround muziekproducer. Zo werkte hij in de loop der jaren met acts als BLØF, Maaike Ouboter en Rico, maar begon hij zich ook te interesseren in filmmuziek.
Voor zijn werk op het tweede album van Typhoon, Lobi da Basi, ontving hij twee Edisons voor de categorieën Beste Album en Beste Hiphop. 

## Werk

##### Als muzikant
Rob Peters maakte van juni 2014 tot november 2020 deel uit van de band van de Zwolse zanger/rapper Typhoon. Hier verzorgde hij de elektronische componenten van de live-band door middel van samplen, scratchen en het spelen van synthesizers.

##### Als producer en songwriter
Rob ontving diverse platina platen voor zijn werk als songwriter en/of (co-)producent met Typhoon, BLØF en Flemming. 
Daarnaast werkte hij ook met Freez, Merol, Kenny B, Bente, Lakshmi, Rob Dekay en Hiigo.

##### Als filmcomponist
Naast zijn werk in de popmuziek begon Peters ook muziek te componeren en produceren voor films. Hij werkte diverse malen met samen met filmmaker Douwe Dijkstra aan prijswinnende (korte) films als Buurman Abdi en Démontable. Voor zijn werk aan de podcast 'Kwaadaardig' won Rob Peters in 2022 de Podcast Award voor 'Beste Sound Design'.
- Bibliothèque nationale de France: cb18107777n (data)
- International Standard Name Identifier: 0000 0005 1309 9959
- MusicBrainz: fd17bf2c-b9d9-4e77-9ea6-a925b565e11c
- Virtual International Authority File: 3192170592498810550008